# Província de Samarcanda
La província de Samarcanda (uzbek: Самарқанд вилояти, Samarqand viloyati, rus: Самаркандская область) és la regió més poblada de l'Uzbekistan. Es troba al centre del país a la conca del riu Zarafxan. Fa frontera amb el Tadjikistan, la província de Navoiy, la província de Jizzakh i la província de Qashqadaryo. Cobreix una àrea de 16,773 km2. S'estima que la seva població és de 4,031,324 habitants, un 63% dels quals viu en zones rurals (2022).

## Geografia

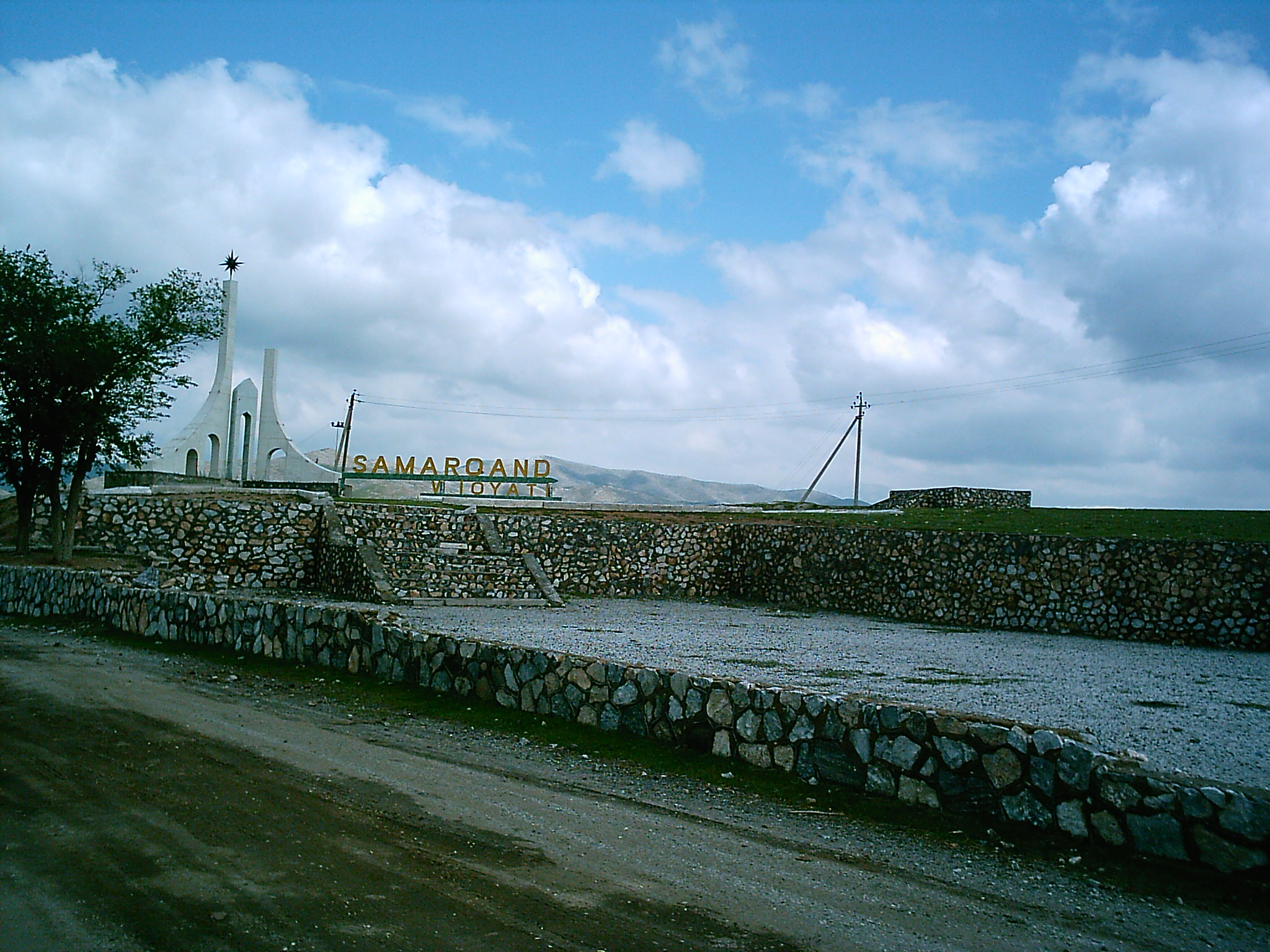
L'entrada de la província de Samarcanda des de la província de Qashqadaryo.

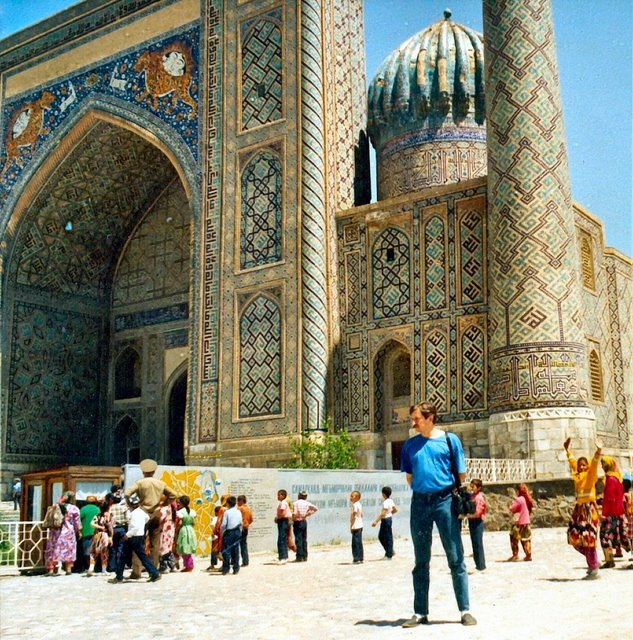
Samarcanda

La província de Samarcanda va ser establerta el 15 de gener de 1938, i està dividida en 14 districtes administratius i en dues ciutats-districte. La seva capital és Samarcanda (amb una població estimada de 551,700, 2021). Les altres principals localitats són Bulungʻur, Juma, Ishtixon, Kattakurgan, Urgut i Oqtosh.
El seu clima és típicament continental àrid.
Samarcanda és el segon centre econòmic i cultural més gran de l'Uzbekistan, després de Taixkent. Els monuments arquitectònics Patrimoni Mundial de la Humanitat segons la UNESCO de la regió fan de Samarcanda el principal centre de turisme internacional del país.
La província de Samarcanda també té recursos naturals significatius, inclosos materials de construcció com el marbre, el granit, la pedra calcària, el carbonat i la creta. Les principals activitats agràries són la plantació de cotó i cereals, la vinificació i la sericicultura. El processat de metalls (recanvis per a automòbils i altres vehicles), el processament de menjar, la indústria tèxtil, i la ceràmica són les indústries més actives de la regió.
La regió té unes infraestructures de transport ben desenvolupades, amb més de 400 km de vies de tren i 4100 km de carreteres. Pel que fa a les telecomunicacions, també compten amb bones infraestructures.

## Divisions administratives

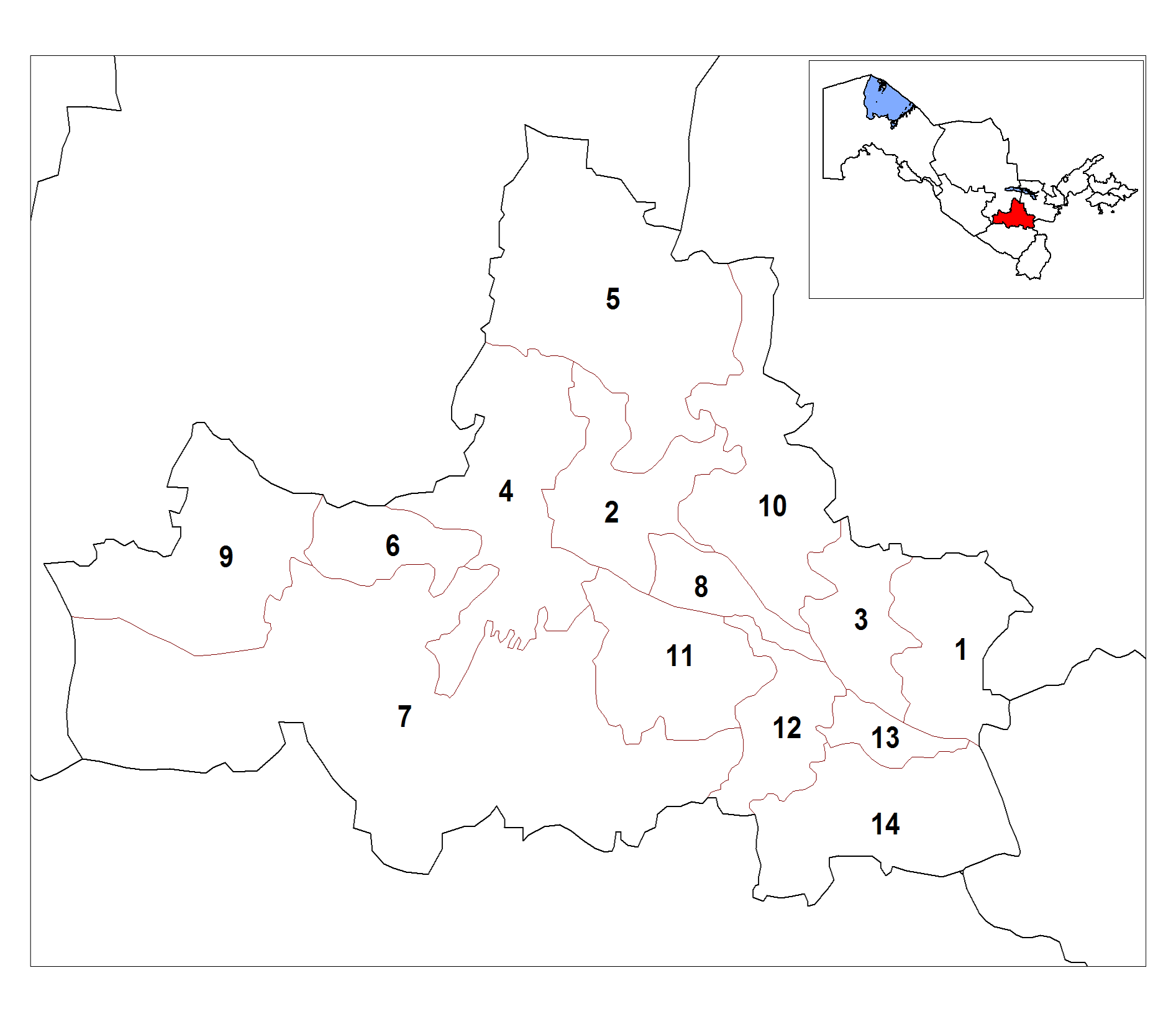
Districtes de la província de Samarcanda.

La província de Samarcanda està formada per 14 districtes (que es mostren en la taula) i dues ciutats-districte: Samarcanda i Kattakurgan.
|    | Nom del districte        | Capital    |
| -- | ------------------------ | ---------- |
| 1  | Districte de Bulungʻur   | Bulungʻur  |
| 2  | Districte de Ishtixon    | Ishtixon   |
| 3  | Districte de Jomboy      | Jomboy     |
| 4  | Districte de Kattakurgan | Payshanba  |
| 5  | Districte de Qoʻshrabot  | Qoʻshrabot |
| 6  | Districte de Narpay      | Oqtosh     |
| 7  | Districte de Nurobod     | Nurobod    |
| 8  | Districte de Oqdaryo     | Loyish     |
| 9  | Districte de Paxtachi    | Ziyovuddin |
| 10 | Districte de Payariq     | Payariq    |
| 11 | Districte de Pastdargʻom | Juma       |
| 12 | Districte de Samarcanda  | Gulobod    |
| 13 | Districte de Toyloq      | Toyloq     |
| 14 | Districte de Urgut       | Urgut      |

Hi ha 11 ciutats (Samarcanda, Kattakurgan, Bulungʻur, Jomboy, Ishtixon, Oqtosh, Payariq, Chelak, Juma, Nurobod, Urgut) i 88 nuclis de població en la província de Samarcanda.